# Peter R. over de grens
Peter R. over de grens is een Nederlandse televisieserie van AVROTROS over schendingen van kinderrechten. De presentatie van het programma was in handen van Peter R. de Vries. De serie omvat zes afleveringen, die alle in 2014 zijn uitgezonden.

## Overzicht afleveringen
| 1 | Oeganda      | 18 april 2014 |  |
| Peter R. de Vries reist over de grens naar Oeganda. De levens van kinderen zijn in het Afrikaanse land geen cent waard. Velen leven op straat en opvangcentra blijken in werkelijkheid gevangenissen te zijn. Tijdens zijn onderzoek ontdekt Peter R. een huiveringwekkend fenomeen dat in Nederland onbekend is, maar in Oeganda een grote bedreiging vormt voor de levens van jonge kinderen. De gevolgen zijn gruwelijk, soms zelfs dodelijk, en daders gaan vrijuit. |              |               |  |
| 2 | Nepal        | 25 april 2014 |  |
| Kinderrechten zijn vastgelegd in internationale verdragen, maar worden ze ook nageleefd? Peter R. de Vries reist over de grens naar Nepal. Kinderarbeid is in het Aziatische land aan de orde van de dag, maar het gaat soms nog veel verder. Peter R. stuit op bizarre uitwassen, waarbij kinderen worden 'weggegeven' door hun straatarme ouders om vervolgens stelselmatig te worden uitgebuit door welgestelde burgers. Met de verborgen camera worden deze praktijken vastgelegd en De Vries confronteert de verantwoordelijken met hun wandaden.                           |              |               |  |
| 3 | Burkina Faso | 2 mei 2014    |  |
| In de derde aflevering van Peter R. over de grens reist Peter R. de Vries naar Burkina Faso, waar maar één wet heerst: De Wet van de Armoede. De Vries duikt met behulp van de verborgen camera in de duistere wereld van de goudmijnen, waar kinderen massaal te werk worden gesteld, en stuit op schokkende praktijken. Dat ook het rijke Westen van deze kinderarbeid profiteert, maakt de problematiek alleen nog maar schrijnender. |              |               |  |
| 4 | Moldavië     | 9 mei 2014    |  |
| Peter R. de Vries reist naar Moldavië, het armste land van Europa. Volgens diverse onderzoeksrapporten is het percentage kinderen dat daar wordt mishandeld onwaarschijnlijk hoog. Maar klopt dat wel? En zo ja, hoe kan dat? Peter R. de Vries: 'Bij kindermishandeling denken wij in Nederland al snel dat we daar alles al van af weten, maar in Moldavië kwam ik in een regelrechte nachtmerrie terecht. Het leek wel of élk kind daar wordt geschopt en geslagen. En dát in ons eigen Europa!'                                                                              |              |               |  |
| 5 | Malawi       | 16 mei 2014   |  |
| Peter R. de Vries reist naar Malawi en stuit op een uiterst tragische misstand: kindbruidjes. In het Afrikaanse land worden meisjes al op zeer jonge leeftijd uitgehuwelijkt door hun ouders om hiermee, in de vorm van een bruidsschat, wat geld te verdienen. De gevolgen zijn schrikbarend: extreme seksuele uitbuiting, levensgevaarlijke zwangerschappen en grof geweld. Peter R. de Vries: 'Het maken van de reportage in Malawi was een van de meest emotionele onderzoeken uit mijn carrière. Wat een drama's ben ik in dat Afrikaanse land tegengekomen. Ongelofelijk!' |              |               |  |
| 6 | Ivoorkust    | 23 mei 2014   |  |
| Kinderrechten zijn vastgelegd in internationale verdragen, maar ze worden niet nageleefd. Sterker nog, overal ter wereld vinden de meest gruwelijke misstanden plaats onder de ogen van de autoriteiten, maar er wordt niet ingegrepen. Dat is de trieste eindbalans van de zesdelige serie Peter R. over de grens. In de laatste aflevering slaat Peter R. de Vries daarom de handen ineen met Interpol. Hij volgt de internationale politieorganisatie op de voet bij een grootscheepse bevrijdingsactie van kinderen in een Afrikaans land, met een zeer verrassende afloop.  |              |               |  |